# Teleiopsis rosalbella
Teleiopsis rosalbella is een vlinder uit de familie tastermotten (Gelechiidae). De wetenschappelijke naam is voor het eerst geldig gepubliceerd in 1862 door Fologne.
De soort komt voor in Europa.